# (1289) Kutaïssi
(1289) Kutaïssi ist ein Asteroid des Hauptgürtels, der am 19. August 1933 vom russischen Astronomen Grigori Nikolajewitsch Neuimin in Simejis entdeckt wurde.
Der Name des Asteroiden ist abgeleitet von der Stadt Kutaissi in Georgien.